# Голод в Персии (1870—1872)
Голод в Персии 1870—1872 годов — период массового голода и болезней, охвативших большую часть Ирана (Персии) в 1870—1872 годах при правлении династии Каджаров.
Голод затронул всю страну, однако некоторым городам, включая Шахруд, Керман и Бирдженд удалось избежать массовой смертности. Событие было хорошо задокументировано.

## Причины и способствующие факторы
Ксавье де Планхол считает, что голод был результатом «сочетания климатических катастроф, усугубляемых плохим управлением и человеческим фактором».
New York Herald объясняла голод повышением цен на хлопок, из-за чего хлопок начали выращивать вместо зерновых.
Сёко Окадзаки (англ. Shoko Okazaki) утверждает, что основным фактором была сильная засуха, свирепствовавшая два года подряд и отвергает тот факт, что рост производства опиума и хлопка способствовал голоду. Она также обвиняет «высокопоставленных бюрократов, землевладельцев, торговцев зерном и высокопоставленных религиозных деятелей, которые занимались накоплением и манипулированием рынком». Кормак О Града поддерживает последний постулат.